# Cantonul Venaco
Cantonul Venaco este un canton din arondismentul Corte, departamentul Haute-Corse, regiunea Corsica, Franța.

## Comune
| Comune                 | Populație (1999) | Cod poștal | Cod INSEE |
| ---------------------- | ---------------- | ---------- | --------- |
| Casanova               | 348              | 20250      | 2B074     |
| Muracciole             | 48               | 20219      | 2B171     |
| Poggio-di-Venaco       | 194              | 20250      | 2B238     |
| Riventosa              | 176              | 20250      | 2B260     |
| Santo-Pietro-di-Venaco | 224              | 20250      | 2B315     |
| Venaco                 | 758              | 20231      | 2B341     |
| Vivario                | 532              | 20219      | 2B354     |